# Leptochoeridae
Os Leptoquerídeos (Leptochoeridae) foram uma família de Artiodátilos (Cetartiodactyla) extintos. Endêmicos da América do Norte, surgiram no Eoceno Médio (Uintano) e persistiram até o Oligoceno Médio (Whitneyano). Sua posição taxonômica é incerta, alguns consideram-lhes aparentados e talvez ancestrais dos Entelodontidae, outros os vêem como membros muito arcaicos em sua Ordem.

## Taxonomia da famíliaLeptochoeridaeMarsh, 1894
- Ibarus
  - Ibarus ignotus - Eoceno Médio, Uintano, EUA
- Laredochoerus Westgate, 1994
  - Laredochoerus edwardsi Westgate, 1994 - Eoceno Médio, Uintano, Texas, EUA
- Leptochoerus Leidy, 1856 (=Laopithecus, Nanochoerus)
  - Leptochoerus elegans (Macdonald, 1955) (=Nanochoerus scotti)  - Oligoceno Inferior, Orellano, Nebraska, EUA
  - Leptochoerus emilyae Edwards, 1976 - Oligoceno Inferior, Orellano, Nebraska, EUA
  - Leptochoerus spectabilis Leidy, 1856 (=Laopithecus robustus, L. gracilis) - Oligoceno Médio, Whitneyano, Nebraska e Colorado, EUA
  - Leptochoerus  supremus Macdonald, 1955 - Oligoceno Médio, Whitneyano, Dakota do Sul, EUA
- Stibarus Cope, 1873 (=Menotherium)
  - Stibarus obtusilobus Cope, 1873 (=Menotherium lemurinum) - Oligoceno Inferior, Orellano, Nebraska, EUA
  - Stibarus montanus Matthew, 1903 - Oligoceno Inferior, Chadroniano, Montana, EUA
  - Stibarus quadricuspis (Hatcher, 1901) (=S. loomisi) - Oligoceno Inferior-Médio, Orellano, Nebraska, EUA
  - Stibarus yoderensis Macdonald, 1955 - Oligoceno Inferior, Chadroniano, Wyoming, EUA